# 31324 Jiřímrázek
(31324) Jiřímrázek, denumire internațională (31324) Jirimrazek, este un asteroid din centura principală de asteroizi.

## Descriere
31324 Jiřímrázek este un asteroid din centura principală de asteroizi. A fost descoperit pe 27 aprilie 1998 la Observatorul din Ondřejov de Lenka Šarounová. Asteroidul prezintă o orbită caracterizată de o semiaxă mare de 3,06 ua, o excentricitate de 0,03 și o înclinație de 9,8° în raport cu ecliptica.